# Yeşim Ustaoğlu
Yeşim Ustaoğlu (Sarıkamış, 18 de noviembre de 1960) es una directora de cine y guionista turca.

## Vida y carrera
Ustaoğlu nació en Sarıkamış, al oriente de Turquía, y creció en Trebisonda, ciudad ubicada a orillas del Mar Negro. Después de estudiar arquitectura en la Universidad Técnica Yıldız en Estambul, trabajó como arquitecta, y más adelante como periodista y crítica de cine. Antes de completar su opera prima El Rastro (Iz) en 1994, ya había creado varios cortometrajes galardonados. El Rastro fue presentado en la 19.ª edición del Festival Internacional de Cine de Moscú.
Ustaoğlu recibió reconocimiento internacional por su siguiente película, Viaje al Sol (Güneşe Yolculuk), la cual presenta la historia de una amistad entre un turco y un curdo. Su cuarta película, La Caja de Pandora (Pandora'nın Kutusu), recibió los premios a Mejor Película y Mejor Actriz en el Festival de Cine de San Sebastián, y es a la fecha, el éxito internacional más grande de Ustaoğlu. Su largometraje Araf - en algún lugar por ahí, es acerca de una madre y su hija que viven en un pueblo industrial en la periferia turca, donde la hija se enamora de un conductor de camión mucho mayor que ella. Este largometraje recibió el premio Perla Negra del Festival de Cine de Abu Dhabi de 2012.

## Filmografía
| Año  | Título en español             | Título original     | Notas |
| ---- | ----------------------------- | ------------------- | --- |
| 1984 | Tomar un momento              | Bir Unı Yakalamak   | Cortometraje                                                                                                   |
| 1989 | Magnafantagna                 | Magnafantagna       | Cortometraje                                                                                                   |
| 1990 | Dúo                           | Düet                | Cortometraje                                                                                                   |
| 1992 | Hotel                         | Otel                | Cortometraje                                                                                                   |
| 1994 | El Rastro                     | Iz                  | Largometraje debut                                                                                             |
| 1999 | Viaje al Sol                  | Güneşe Yolculuk     | Obtuvo el Premio Ángel Azul en Berlín                                                                          |
| 2003 | Esperando a las Nubes         | Bulutları Beklerken | |
| 2004 | La vida en sus Hombros        | Sırtlarındaki Hayat | Cortometraje documental                                                                                        |
| 2008 | La caja de Pandora            | Pandora'nın Kutusu  | Obtuvo el Premio Concha Dorada en el Festival Internacional de Cine de San Sebastián                           |
| 2012 | Araf - En algún lugar por ahí | Araf                | Recibió el premio Perla Negra del Festival de Cine de Abu Dhabi.                                               |
| 2016 | Claroscuro                    | Tereddüt            | Receptor de varios premios, incluyendo el de Mejor Película el 53.º Festival Internacional de Cine de Antalya. |

## Premios y distinciones
Festival Internacional de Cine de San Sebastián
| Año  | Categoría     | Película           | Resultado |
| ---- | ------------- | ------------------ | --------- |
| 2008 | Concha de Oro | La caja de pandora | Ganadora  |